# Крылатые ракеты подводных лодок
Крылатые ракеты подводных лодок (КРПЛ) — крылатые ракеты, приспособленные для транспортировки и боевого применения с подводных лодок. 
Впервые проект использования крылатых ракет с подводных лодок был разработан в военно-морском флоте нацистской Германии (кригсмарине) в годы Второй мировой войны. Во второй половине XX века для применения крылатых ракет специально разрабатывались субмарины (подводные лодки), но начиная с 1980-х годов крылатые ракеты практически сравнялись по габаритам с торпедами, поэтому их использование стало возможным с торпедных подводных лодок (субмарин), при условии установки соответствующей аппаратуры управления.

## История создания
В 1942 году с германской субмарины U-551 были успешно осуществлены несколько запусков армейских ракет ближней дальности. В 1943 году немцами был разработан план по обстрелу Нью-Йорка крылатыми ракетами Фау-1. Но необходимое для этого сотрудничество с люфтваффе не состоялось, и проект не был осуществлён.
После окончания Второй мировой войны на базе немецких разработок создание крылатых ракет для подводных лодок начали СССР и США.
Изначально крылатые ракеты являлись стратегическим оружием и предназначались для поражения наземных целей, таких как прибрежные военные базы или крупные города. Запуск ракет осуществлялся только из надводного положения. Необходимость управления ракетой приводила к тому, что подводная лодка оставалась на поверхности во время всего полёта ракеты, что делало лодку отличной мишенью для противолодочной авиации.
Североамериканцы использовали ангары от гидросамолётов, снятые с японских субмарин типа I-400, для транспортировки немецких ракет «Фау-1». Система была создана в 1947 году и получила название «Loon». До 1953 года было осуществлено немало успешных запусков, после чего на вооружение поступили ракеты «Regulus». Для их запуска были переоборудованы дизель-электрические подводные лодки времён войны USS Tunny (SSG-282) и USS Barbero (SSG-317). Позднее в качестве носителей «Регулусов» были построены ДЭПЛ Growler и Grayback и АПЛ Halibut.
В 1958 году в США началась работа над созданием баллистических ракет «Polaris», в связи с чем разработка стратегических крылатых ракет для подводных лодок в США была полностью остановлена. В 1970-х в США на вооружение поступили универсальные крылатые ракеты «Harpoon» и «Tomahawk», обладающие возможностью стартовать из торпедных аппаратов в подводном положении.
Советский Союз начав работы по крылатым ракетам также с немецкой «Фау-1», создал сверхзвуковую крылатую ракету «П-5» (SS-N-3C по классификации НАТО) со складывающимся крылом и ядерным зарядом, для поражения площадных целей. Первый запуск состоялся 22 ноября 1957 года. Ракеты «П-5» стояли на вооружении с 1959 по 1966 год, ими оснащались дизельные подводные лодки проектов 644, 651, 665 и атомные лодки проекта 659.
После начала работ над созданием баллистических ракет для подводных лодок предназначение крылатых ракет изменилось. На базе проекта «П-5» были созданы противокорабельные ракеты типа П-6 «Прогресс» (SS-N-3А «Shaddock» по классификации НАТО), ими оснащались атомные подводные лодки проекта 675 и переоснащались взамен «П-5» дизель-электрические лодки проекта 651. В 1975 году были разработаны крылатые ракеты морского базирования П-500 Базальт (SS-N-12 «Sandbox») со стартовой массой 4,8 тонны. Их получили некоторые лодки проекта 675 вместо устаревших ракет «П-6». Также, эти ракеты являлись главным вооружением ракетных крейсеров проекта 1164 «Атлант»(до перевооружения на П-1000 «Вулкан») и главным ракетным калибром авианесущих крейсеров проекта 1143 «Кречет».
За «Базальтом» последовали ракеты подводного старта: П-70 «Аметист», П-120 «Малахит», П-700 «Гранит», П-750 «Метеорит-М» (не пошедшая в серию).

### Современные типы КРПЛ
В России на вооружении находятся следующие типы крылатых ракет подводных лодок:
- тяжёлые противокорабельные ракеты П-700 «Гранит», размещённые на ПЛАРК проекта 949А «Антей» (по 24 ракеты).
- П-800 Оникс и их экспортная модификация «Яхонт». 24 ракеты были размещены на АПЛ Б-452 «Беркут», также планируется оснащение этими ракетами строящихся субмарин проекта 885 «Ясень», вдобавок к стоящим на головной АПЛ «Северодвинск».
- С-10 «Гранат»
- Калибр-ПЛ — универсальная КР, улучшенный вариант экспортного «Сlub-S», приспособлен для запуска из торпедных аппаратов ДЭПЛ проектов 877 «Палтус», 636.3 «Варшавянка» и АПЛ проекта 885 «Ясень».

В США подводные лодки несут ракеты типов Tomahawk и Sub-Harpoon.
Во Франции лодки оснащены крылатыми ракетами типа MBDA Exocet SM39.
Крылатые ракеты китайских субмарин имеют обозначение YJ-82.

## Технические характеристики
Современные КРПЛ имеют следующие особенности:
- подводный старт,
- некоторые модели имеют малые габариты для старта из торпедных аппаратов[1]
- настильная траектория с переменной высотой полёта.

## Классификация
По предназначению крылатые ракеты подводных лодок можно разделить на:
- стратегические — большой дальности[2], для поражения береговых целей, как правило с ядерным зарядом;
- тактические — как с боевыми частями в обычном снаряжении, предназначенные для высокоточного поражения малоразмерных целей;
- противокорабельные — с ядерным зарядом или без него, предназначенные для уничтожения групп крупных надводных кораблей противника, как правило под этим подразумевается авианосная ударная группа.